# Holger Möllman-Palmgren
Holger August Möllman-Palmgren, född 19 april 1901 i Örebro församling, Örebro län, död 24 januari 1982 i Bromma församling, Stockholm, var en svensk nationalsocialist och journalist.

## Biografi
Holger Möllman-Palmgren studerade konsthistoria och etnografi vid Stockholms högskola innan han 1926 flyttade till Umeå. Där blev han redaktör för Västerbottens läns hembygdsförenings årsbok Västerbotten. Sedan han 1933 fått hård kritik av styrelsen för sitt sätt att sköta arbetet begärde han avsked året därpå.
Parallellt med sitt engagemang i hembygdsrörelsen var Möllman-Palmgren, tillsammans med Sven Hallström, en centralgestalt i den nationalsocialistiska rörelsen i Umeå. Han var med om att grunda det politiska partiet Nationalsocialistiska blocket och fungerade 1933–1934 som redaktör för partitidskriften Vår front. År 1934 ställde han upp som andra namn vid valet till stadsfullmäktige i Umeå, men kom inte in.
Därefter flyttade Möllman-Palmgren till Göteborg, där han blev redaktör och ansvarig utgivare för den nationalsocialistiska veckotidningen Sverige fritt. Han åtalades flera gånger för tryckfrihetsbrott. Under andra världskriget dömdes han till sex månaders fängelse för att ha uppmanat läsarna att vägra lyda militära order som innebar krigshandlingar mot Tyskland eller Finland. Efter kriget fortsatte Möllman-Palmgren att arbeta för olika nazistiska tidningar, bland annat som redaktör för Sveriges nationella förbunds tidskrift Fria Ord 1971–1977.

### Översättningar
- Louis Bertrand: Möten med Hitler (Hitler) (Stockholm: Svea rike, 1937)
- Adolf Hitler: ”Vakna Europa!”: Hitlers avslutningstal på rikspartidagen i Nürnberg 1937 (Stockholm: Svea rike, 1937)
- Adolf Hitler: Fem historiska år: Adolf Hitlers räkenskapsberättelse inför tyska riksdagen den 20 febr. 1938 (Stockholm: Svea rike, 1938)
- Adolf Hitler: Hitler svarar Roosevelt: rikskansler Hitlers tal inför stortyska riksdagen den 28 april 1939 (Stockholm: Svea rike, 1939)
- Adolf Hitler: Jag tror på lång fred (Stockholm: Svea rike, 1939)